# Weer en Verkeer
Weer en Verkeer was een Nederlandse televisiezender die van 2006 tot 1 oktober 2013 uitzond. Het richtte zich op nationaal en internationaal weersinformatie en verkeersinformatie.

## Geschiedenis
De televisiezender werd ontwikkeld door Meteo Consult in samenwerking met Chellomedia (Liberty Global Inc., Ziggo) om weersinformatie te geven. Op 15 februari 2006 werd het gelanceerd als het Weerkanaal. De programmering bestond uit blokken met grafische beelden en weersinformatie, afgewisseld door gepresenteerd weer. De presentaties werden onder meer verzorgd door Reinier van den Berg, Jordi Bloem, Dennis Wilt, Margot Ribberink, Amara Onwuka en Klaas Dros.
Op 8 december 2008 veranderde naam in Weer en Verkeer, waarbij ook verkeersinformatie werd doorgegeven. Mede ingegeven door de invloed dat het weer op het verkeer heeft, aldus het persbericht van destijds. De meeste presentatoren bleven aan terwijl de beeldvoering werd vernieuwd. De zender was op dat moment te zien bij UPC, Ziggo en Caiway. In 2012 verdween de zender uit het digitale pakket van Caiway. In september 2013 werd bekend dat zowel Ziggo als Ziggo zouden stoppen met de doorgifte van de zender. Het betekende op 1 oktober 2013 het einde van de zender.
De zender kampte over de jaren heen met technisch problemen en lage kijkcijfers, aldus Totaal TV over toen het nieuws bekend werd dat de zender zou stoppen. Ook was er programmatisch weinig veranderd sinds 2008.